# Arriana
Arriana (griechisch Αρριανά (n. pl.)) ist seit 2011 eine Gemeinde in der nordostgriechischen Region Ostmakedonien und Thrakien. Die Gemeinde ist in vier Gemeindebezirke unterteilt. Verwaltungssitz ist Fillyra.

## Lage
Die Gemeinde Arriana mit einer Fläche von 773,156 km² liegt im Osten der Region Ostmakedonien und Thrakien und grenzt im Norden an Bulgarien. Angrenzende Gemeinden sind im Osten Soufli, im Südosten Alexandroupoli, im Süden Maronia-Sapes und im Westen Komotini. Das Gemeindegebiet ist zweigeteilt. Die Ortsgemeinschaften Agiochori, Ipio, Neda und Strofi des Gemeindebezirks Arriana bilden südöstlich eine Exklave. Diese liegt zwischen Soufli, Alexandroupoli und Maronia-Sapes.

## Verwaltungsgliederung
Die Gemeinde wurde nach der Verwaltungsreform 2010 aus dem Zusammenschluss der ehemaligen Gemeinden Fillyra, Arriana sowie der Landgemeinden Kechros und Organi gebildet. Verwaltungssitz der Gemeinde ist die Stadt Fillyra. Die ehemaligen Gemeinden bilden seither Gemeindebezirke. Die Gemeinde ist weiter in einen Stadtbezirk und 35 Ortsgemeinschaften untergliedert.
| Gemeindebezirk | griechischer Name         | Code   | Fläche (km²) | Einwohner 2011 | Stadtbezirke / Ortsgemeinschaften (Δημοτική / Τοπική Κοινότητα) | Lage |
| -------------- | ------------------------- | ------ | ------------ | -------------- | --- | ---- |
| Fillyra        | Δημοτική Ενότητα Φιλλύρας | 010201 | 235,818      | 7.583          | Fillyra, Agra, Ano Drosini, Aratos, Adia, Archontika, Vragia, Dokos, Drosia, Drymi, Esochi, Kato Drosini, Lambro, Neo Kallyndirio, Nevra, Omiriko, Passos, Paterma, Pagada, Skiada |      |
| Arriana        | Δημοτική Ενότητα Αρριανών | 010202 | 178,202      | 5.589          | Agiochori, Arriana, Darmeni, Dilina, Ipio, Kinyra, Lykio, Mikro, Pisto, Mystakas, Neda, Nikites, Plagia, Skaloma, Strofi                                                           |      |
| Kechros        | Δημοτική Ενότητα Κέχρου   | 010203 | 141,653      | 1.222          | Kechros |      |
| Organi         | Δημοτική Ενότητα Οργάνης  | 010204 | 217,483      | 2.183          | Organi |      |
| Gesamt         | Gesamt                    | 0102   | 773,156      | 16.577         | |      |